# 모예 3
모예 3(Moje 3)는 세르비아의 걸 그룹이다. 유로비전 송 콘테스트 2013에서 세르비아 대표로 참가했다. 

## 디스코그래피

### 싱글
- 2013 — "Ljubav je svuda"
- 2013 — "Nisi Sam" (Charity song)

## 같이 보기
- 유로비전 송 콘테스트 2013
- 세르비아의 유로비전 송 콘테스트 참가